# Atchanan
Atchanan ou Achanan (en arménien Աճանան ; anciennement Khalaj) est une communauté rurale du marz de Syunik en Arménie. En 2008, elle compte 153 habitants.